# République de Genève
1534/1541–1798
1813–1815
Entités précédentes :
- Évêché de Genève
- Empire français (département du Léman) (1813)

Entités suivantes :
- République française (département du Léman) (1798)
- Confédération suisse (république et canton de Genève) (1815)

La république de Genève est un ancien État indépendant ayant existé de 1534, ou 1541, date de la ratification par le Conseil général des ordonnances ecclésiastiques de Jean Calvin, jusqu'à 1798, date de son annexion par la France, puis de décembre 1813, date de sa restauration, à mai 1815, l'État genevois devenant alors la république et canton de Genève au sein de la Confédération suisse.

## Histoire

### Création
En 1306, vingt-quatre chefs de famille et quelques individus se constituent hommes liges du comte Amédée V de Savoie en échange d'avantages substantiels. Conséquence de ce soutien, en 1309, l'évêque Aymon de Quart reconnaît aux citoyens le droit de constituer des syndics ou procureurs pour traiter leurs affaires communes, à condition qu'ils n'empiètent pas sur la juridiction épiscopale. 1309 constitue ainsi la date de création du Conseil général, appelé aussi « ancienne république de Genève ». Celui-ci a le droit de nommer ses représentants, munis de pleins pouvoirs pour agir dans l'intérêt de la communauté. Ces quatre représentants, ou syndics, sont chargés d'exercer au nom des citoyens les compétences que l'évêque leur a accordées : la police, la justice criminelle, la défense de la ville et les affaires militaires, la surveillance des hôpitaux et de l'école, les travaux publics et, ce qui coule de source, les finances de la communauté.

### République calviniste
Dès 1526, des marchands allemands[Où ?] propagent à Genève les idées de la réforme luthérienne parmi les commerçants. Le 1er octobre 1535, la population chasse le dernier évêque de la cité, Pierre de La Baume, prélat de la ville depuis 1522. En 1541, Jean Calvin élabore les ordonnances ecclésiastiques, négociées ensuite avec les conseils de la ville. Il s'agit de défendre contre l’excès inverse, le contrôle de l’État sur l’Église. La ville hérite des droits régaliens et du pouvoir seigneurial de l'évêque sur les habitants de la plupart de ses possessions rurales. Les Édits civils rédigés à nouveau par Calvin en 1543 serviront de constitution à la nouvelle république. L'année suivante, elle adopte comme devise Post tenebras lux.
La République renforce son alliance avec les cantons protestants de la Confédération suisse et devient un « allié éternel » en 1584. En 1648, à la signature des traités de Westphalie, elle gagne sa pleine indépendance en s'émancipant du Saint-Empire romain germanique.

### Annexion française
Après un siècle de révoltes contre le régime oligarchique des patriciens et une première révolution en 1782, la Révolution française atteint Genève en 1792 et, en février 1794, la République se dote d'une nouvelle constitution révolutionnaire qui proclame l'égalité de tous les citoyens. Après la mort de Maximilien de Robespierre, en juillet de la même année, une contre-révolution a lieu, laquelle l'emporte en 1796. Cela précipite l'invasion française de 1798 et l'annexion de Genève comme partie du département du Léman. Le traité d'annexion de Genève à la France est daté du 26 avril 1798.

### Restauration et adhésion à la Confédération suisse
La république de Genève est restaurée le 31 décembre 1813 et rejoint finalement la Confédération suisse en 1815 en tant que 22e canton — d'où le nom de Confédération des XXII cantons donné à la Suisse à partir de cette époque — élargie de quelques territoires français et savoyard lors du congrès de Vienne afin d'assurer une continuité territoriale à la Confédération.
La transition se fait en plusieurs étapes. Le négociateur de Genève, Charles Pictet de Rochemont obtient la reconnaissance de l'indépendance de Genève lors du premier traité de Paris du 30 mai 1814. Deux protocoles additionnels du 29 mars 1815 donnent des garanties territoriales permettant le rattachement de Genève à la Suisse, ils sont confirmés par l'Acte final du congrès de Vienne du 9 juin 1815. Le traité de réunion de Genève à la Suisse est signé le 19 mai 1815. Le député de Genève prête serment au Pacte fédéral le 7 août 1815, avec les députés des vingt-et-un autres cantons,.

## Personnalités
- François Bonivard (1493-1570)
- Marie Dentière (1495-1561)
- Jean Calvin (1509-1564)
- Michelle Nicod (1519-1618)
- Théodore de Bèze (1519-1605)
- Michel Roset (1534-1613)
- Isaac Mercier (1573-1636)
- Théodore de Mayerne (1573-1655)
- Elisabeth Baulacre (1613-1693)
- François Turrettini (1623-1687)
- Jacques-Barthélemy Micheli du Crest (1690-1766)
- Jean-Étienne Liotard (1702-1789)
- Gabriel Cramer (1704-1752)
- Théodore Tronchin (1709-1781)
- Jean-Jacques Rousseau (1712-1778)
- Gaspard Fritz (1716-1783)
- Charles Bonnet (1720-1793)
- Georges-Louis Le Sage (1724-1803)
- Jacques Necker (1732-1804)
- Horace Bénédict de Saussure (1740-1799)
- Johann Jakob Schweppe (1740-1821)
- Jean Senebier (1742-1809)
- Isaac Salomon Anspach (1746-1825)
- Ami Lullin (1748-1818)
- Ami Argand (1750-1803)
- Charles Pictet de Rochemont (1755-1824)
- François d'Ivernois (1757-1842)
- Albert Gallatin (1761-1849)
- Germaine de Staël (1766-1817)
- Augustin-Pyramus de Candolle (1778-1841)
- Jean-Jacques de Sellon (1782-1839)

### Source
- Liliane Mottu-Weber, « Genève (canton) » dans le Dictionnaire historique de la Suisse en ligne, version du 16 février 2011.